# Антелоп-Валли-Крествью
Антелоп-Валли-Крествью (англ. Antelope Valley-Crestview, Wyoming) — статистически обособленная местность, расположенная в округе Кэмпбелл (штат Вайоминг, США) с населением в 1642 человека по статистическим данным переписи 2000 года.

## География
По данным Бюро переписи населения США статистически обособленная местность Антелоп-Валли-Крествью имеет общую площадь в 12,69 квадратных километров, водных ресурсов в черте населённого пункта не имеется.

## Демография
По данным переписи населения 2000 года в Антелоп-Валли-Крествью проживало 1642 человека, 459 семей, насчитывалось 545 домашних хозяйств и 567 жилых домов. Средняя плотность населения составляла около 129 человека на один квадратный километр. Расовый состав Антелоп-Валли-Крествью по данным переписи распределился следующим образом: 96,65 % — белых, 0,06 % — афроамериканцев, 1,10 % — коренных американцев, 0,18 % — азиатов, 1,77 % — представителей смешанных рас, 0,24 % — других народностей. Испаноговорящие составили 2,98 % от всех жителей статистически обособленной местности.
Из 545 домашних хозяйств в 50,8 % — воспитывали детей в возрасте до 18 лет, 75,0 % представляли собой совместно проживающие супружеские пары, в 5,7 % семей женщины проживали без мужей, 15,6 % не имели семей. 11,2 % от общего числа семей на момент переписи жили самостоятельно, при этом 0,9 % составили одинокие пожилые люди в возрасте 65 лет и старше. Средний размер домашнего хозяйства составил 3,01 человек, а средний размер семьи — 3,27 человек.
Население статистически обособленной местности по возрастному диапазону по данным переписи 2000 года распределилось следующим образом: 33,4 % — жители младше 18 лет, 8,0 % — между 18 и 24 годами, 34,2 % — от 25 до 44 лет, 22,9 % — от 45 до 64 лет и 1,5 % — в возрасте 65 лет и старше. Средний возраст жителей составил 32 года. На каждые 100 женщин в Антелоп-Валли-Крествью приходилось 112,1 мужчин, при этом на каждые сто женщин 18 лет и старше приходилось 109,2 мужчин также старше 18 лет.
Средний доход на одно домашнее хозяйство в статистически обособленной местности составил 70 833 доллара США, а средний доход на одну семью — 72 031 доллар. При этом мужчины имели средний доход в 49 063 доллара США в год против 26 905 долларов среднегодового дохода у женщин. Доход на душу населения в статистически обособленной местности составил 24 628 долларов в год. 1,5 % от всего числа семей в округе и 1,6 % от всей численности населения находилось на момент переписи населения за чертой бедности, при этом 1,9 % из них были моложе 18 лет и — в возрасте 65 лет и старше.